# Conversation au coin du feu
Conversation au coin du feu (Une causerie au coin du feu) est une peinture à l'huile sur toile réalisé en 1881 par le peintre français Jean-Léon Gérôme. Elle fait partie des collections du Spencer Museum of Art de l’Université du Kansas à Lawrence aux États-Unis depuis 1970. La toile ne fait pas partie de l’exposition permanente du musée, mais fait l'objet de nombreux prêts pour des expositions temporaires. Elle mesure 46,4 × 38,1 cm.

## Description

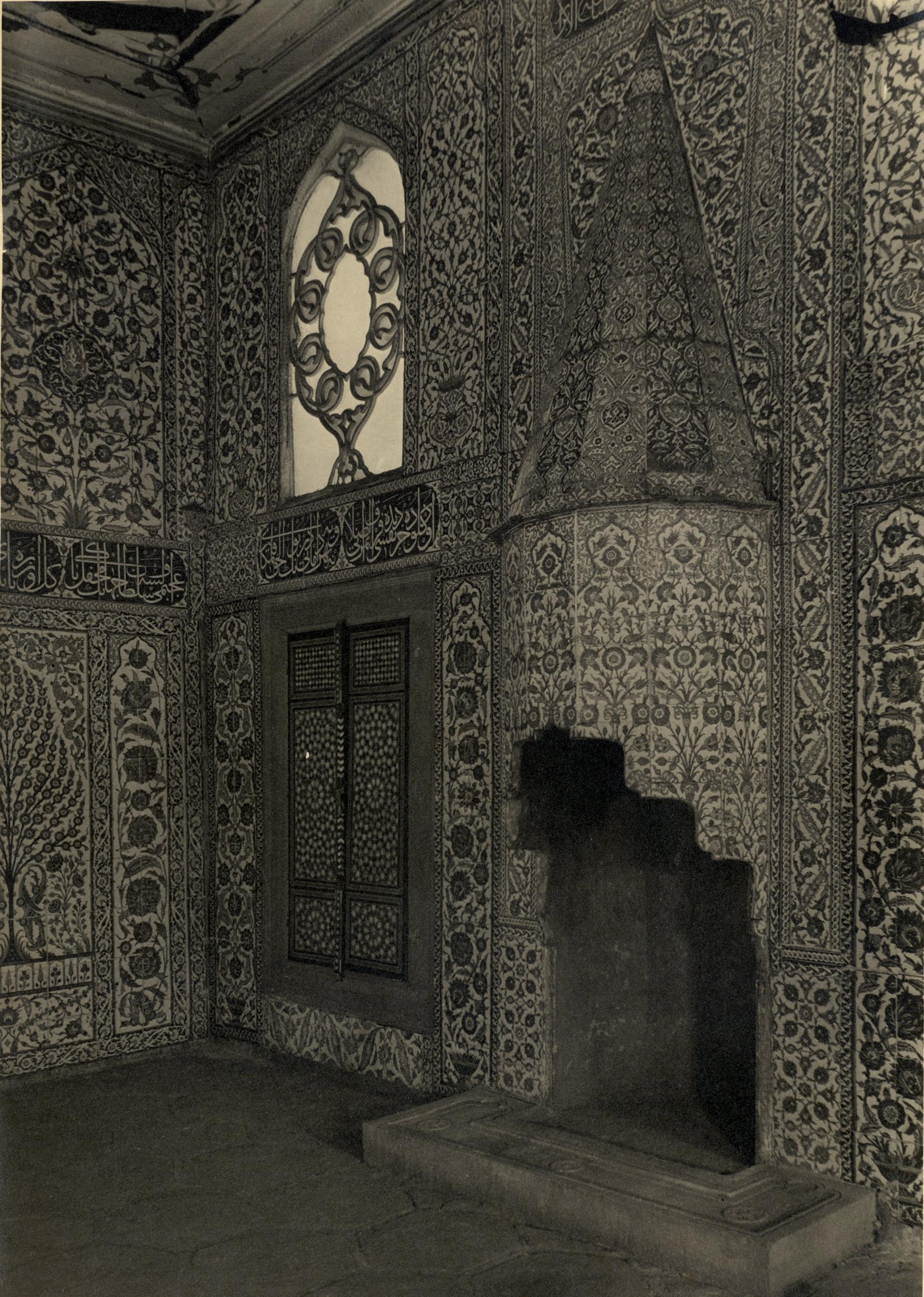
Salon du pavillon impérial.

La scène se déroule dans un salon intérieur du pavillon impérial de la mosquée Yeni Cami à Istanbul. Deux hommes conversent près d’un feu de cheminée. Les murs sont couverts de céramique d'Iznik endommagées. Gérôme crée une image de beauté qui s'estompe dans la négligence.
L'homme assis sur une caisse en bois à gauche est vêtu d’une riche tenue de soldat ottoman. Son homologue debout à droite est habillé en serviteur du palais (en haillon et sans chaussures), il fume la chibouque. Au pied de l’homme debout se tient un chat noir assis face au feu. 
Le mousquet posé contre le mur à gauche du soldat est une sorte d'anachronisme. De tels mousquets étaient autrefois courants dans l'ancien régime des Janissaires, avant que le corps ne soit dissous lors de l'incident de bon augure en 1826.  À la fin du XIXe siècle, l'armée ottomane achète le fusil Mark 1 Peabody-Martini à son fabricant aux États-Unis d'Amérique. Gérôme a peut-être ramené une antiquité de ses voyages et peut également faire un choix délibéré de peindre l'armée ottomane comme relativement primitive.
Gérôme a signé le tableau « J L GEROME » sur le socle de la cheminée près des pieds du soldat assis.

## Historique

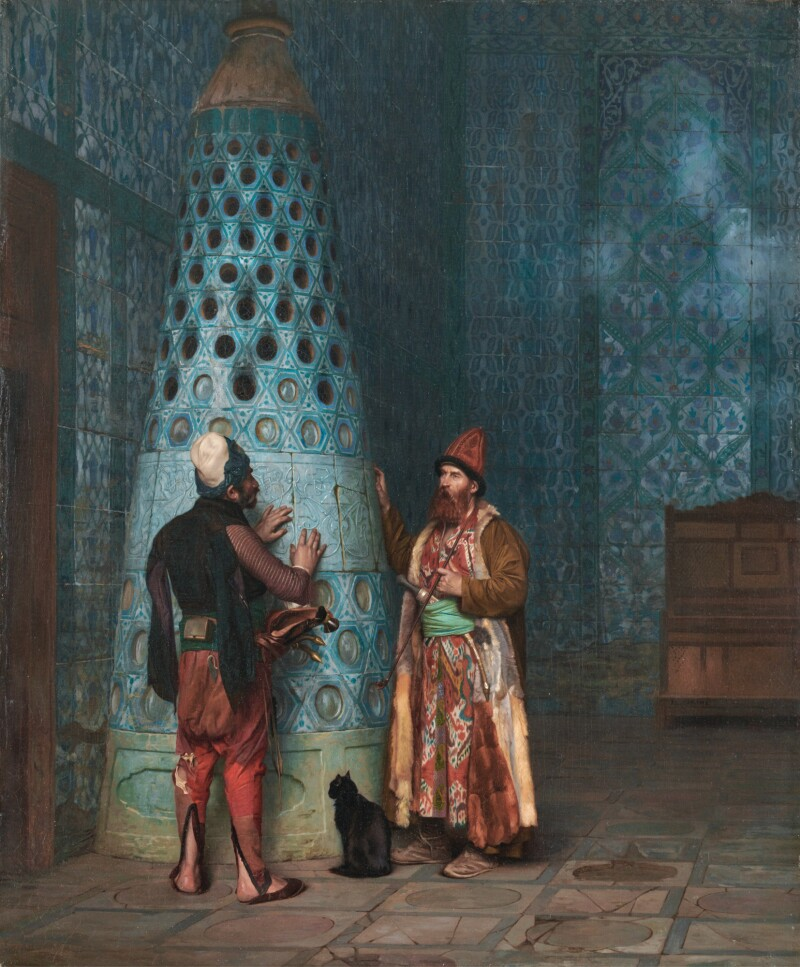
En attendant l'audience.

Conversation au coin du feu est réalisé par Gérôme une fois qu'il est retourné à Paris après des voyages en Turquie ottomane en 1879.
Gérôme est un peintre orientaliste reconnu. Au moment où la toile est achevée, Gérôme a déjà près de soixante ans. 
Le sujet peut être rapproché de la toile En attendant l'audience peinte aussi en 1881.